# Amor sin vértigo
Amor sin vértigo es el nombre de la vigésima primera producción de estudio del cantante, compositor y productor español Camilo Sesto editado y lanzado al mercado el 27 de septiembre de 1994 bajo el sello Sony BMG. 
En esta producción se destaca un dueto con su hijo Camilo en el tema "Sentimiento de amor".

## Listado de canciones
Todas las canciones escritas y compuestas por Camilo Blanes, excepto donde se indica.
1. "No hay nada mío" - 5:12
2. "Que hago con mi vida" - 5:13
3. "Quien mejor que yo" - 4:52
4. "Nunca dejaré de amarte" - 5:30
5. "El borde del final" - 4:06
6. "Sentimiento de amor" (a dúo con Camilo Michael Blanes -su hijo-) - 6:02
7. "Amor sin vértigo" - 4:15
8. "Héroes de amor" (Pepe Robles, Camilo Blanes) - 4:06
9. "Pecado de amor" - 4:50
10. "Se acabó" - 4:17

## Equipo
- René Toledo - Guitarra
- Eduardo Calle - Saxo
- Gallego A. Corsanego - Ingeniería de grabación y sonido.
- Camilo Blanes - Producción